# Hontianska župa

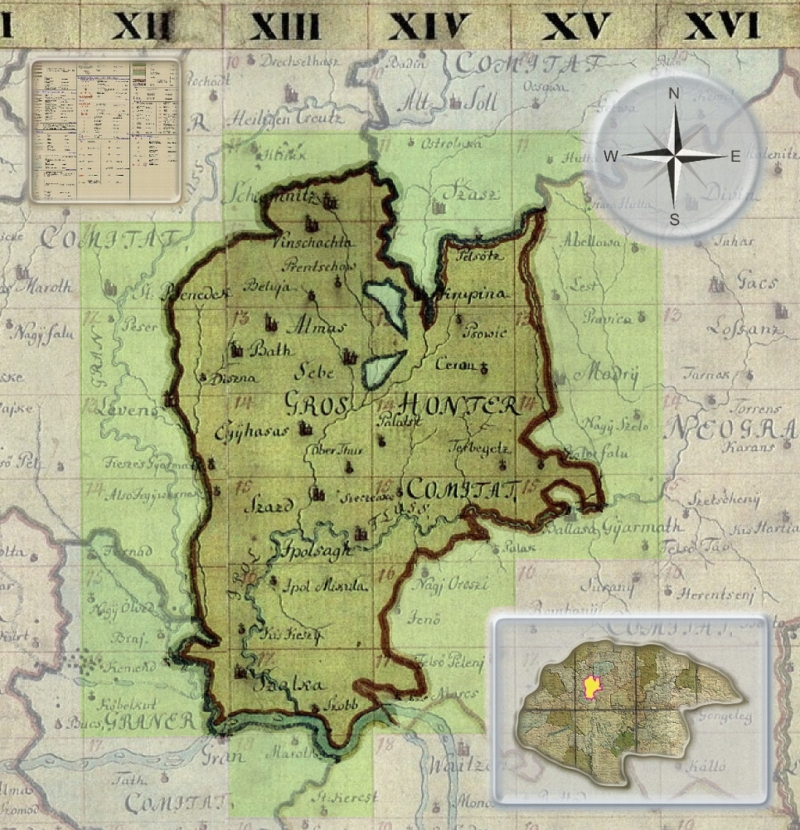
Hontianská župa, Josefínské mapování 1782-85

Hont (maďarsky Hont i Honth, německy Hont, latinsky Honthum) byl komitát, stolice a župa v Uhersku.

## Uherský komitát / stolice / župa
Hontianska župa sousedila s Tekovskou, Zvolenskou, Novohradskou, Peštiansko-Pilišsko-Šoltsko-Malokumánskou (Pest-Pilis-Solt-Kiskun) a Ostřihomskou župou. Hontianskou župou protékaly řeky Krupinica a Ipeľ. Rozloha Hontu v roce 1910 byla 2633 km².

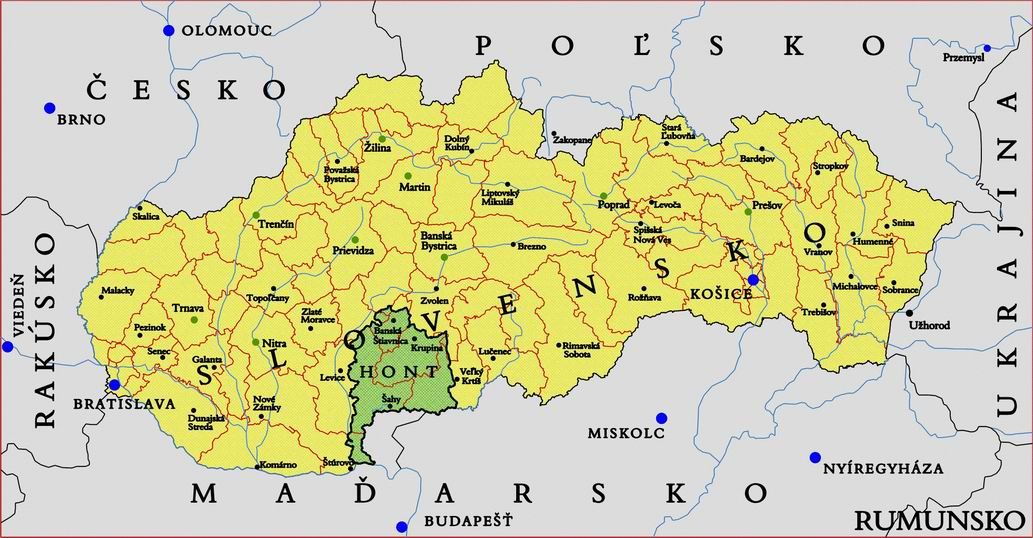
Hontianská župa na jižním Slovensku

### Centrum
Administrativním centrem Hontu byl Hontianský hrad. Ve středověku však Hontianská šlechta často sněmovala spolu s Novohradskou šlechtou v Ďarmotech. Do roku 1497 zasedala stoličná sedrie převážně v Ipeľském Predmostí. Během tureckých výbojů stolice neměla trvalé sídlo. Od poloviny 16. století zasedala sedrie v Krupině (tehdy tato patřila do Zvolenské stolice). V letech 1725 – 50 byly centrem stolice Sebechleby, od roku 1751 do konce 18. století Kemence (Kamenica). Po požáru stoličného domu se centrem stolice staly Šahy (maďarsky Ipolyság).

### Rody vládnoucích županů
Na čele stolice se střídaly členové významných šlechtických rodin Hontu, od roku 1711 post hlavního župana dědičně zastávali členové rodu Kohári.

### Dějiny
Hontianský komitát vznikl v 11. století vyčleněním od Novohradského komitátu. Do konce 13. století se komitát změnil na šlechtickou (zemanskou) stolici. Na přelomu 13. a 14. století se k Hontu připojil Rimavský komitát (Malohont), který však s Hontem přímo nesousedí, což ustavičně vedlo ke sporům mezi šlechtou obou částí stolice.
V letech 1552 (dobytí hradu Drégely) až 1682 většinu území stolice obsadila turecká vojska a připojila ji k Novohradskému sandžaku. Turecké území sahalo až ke Krupině, kterou však Turci nikdy nezískali a do okolí Banské Štiavnice. Císařská vojska osvobodila hrad Drégely již v roce 1593, později Novohrad a v roce 1595 Visegrád a Ostřihom. Turci však ve výbojích pokračovali i po porážce v patnáctileté válce (žitvatorocký mír roce 1606) a získali území přibližně po spojnici Hontianske Nemce – Pukanec. Turci byli vyhnáni až po porážce u Nových Zámků roce 1685.
V roce 1877 byla k Hontianské župě připojena Krupina. Nejvýznamnějším městem stolice byla Banská Štiavnica, která byla roku 1787 druhým největším slovenským městem s počtem obyvatel 18 926.

### Národnosti
Hont v 19. století obývali převážně Slováci a Maďaři, etnická hranice mezi nimi probíhala severně od řeky Ipeľ. Slováci však tvořili i jazykové ostrovy v maďarském etnickém prostoru na jihu stolice. Němci měli převahu jen v Banské Štiavnici a Banské Belé.

### Okresy

Znak župy

Ve středověku se Hontianská stolice dělila na čtyři slúžnovské okresy:
- Bátovský (Processus Bathensis)
- Banskoštiavnický (Processus Schemnicziensis)
- Bzovícký (Processus Bozokiensis)
- Malohont

Po připojení Malohontu ke Gemeru roce 1802 se vytvořil čtvrtý okres na východ a jih od řeky Ipeľ:
- Ipeľský (Processus Ipolyitanus)

V roce 1910 se Hontianská župa dělila na tyto okresy:
- Šahy
- Krupina
- Bátovce
- Vinica
- Vámosmikola (v současnosti v Maďarsku)
- Szob (v současnosti v Maďarsku)

- Municipiálne město:
  - Banská Štiavnica, i spolu s Banskou Belou

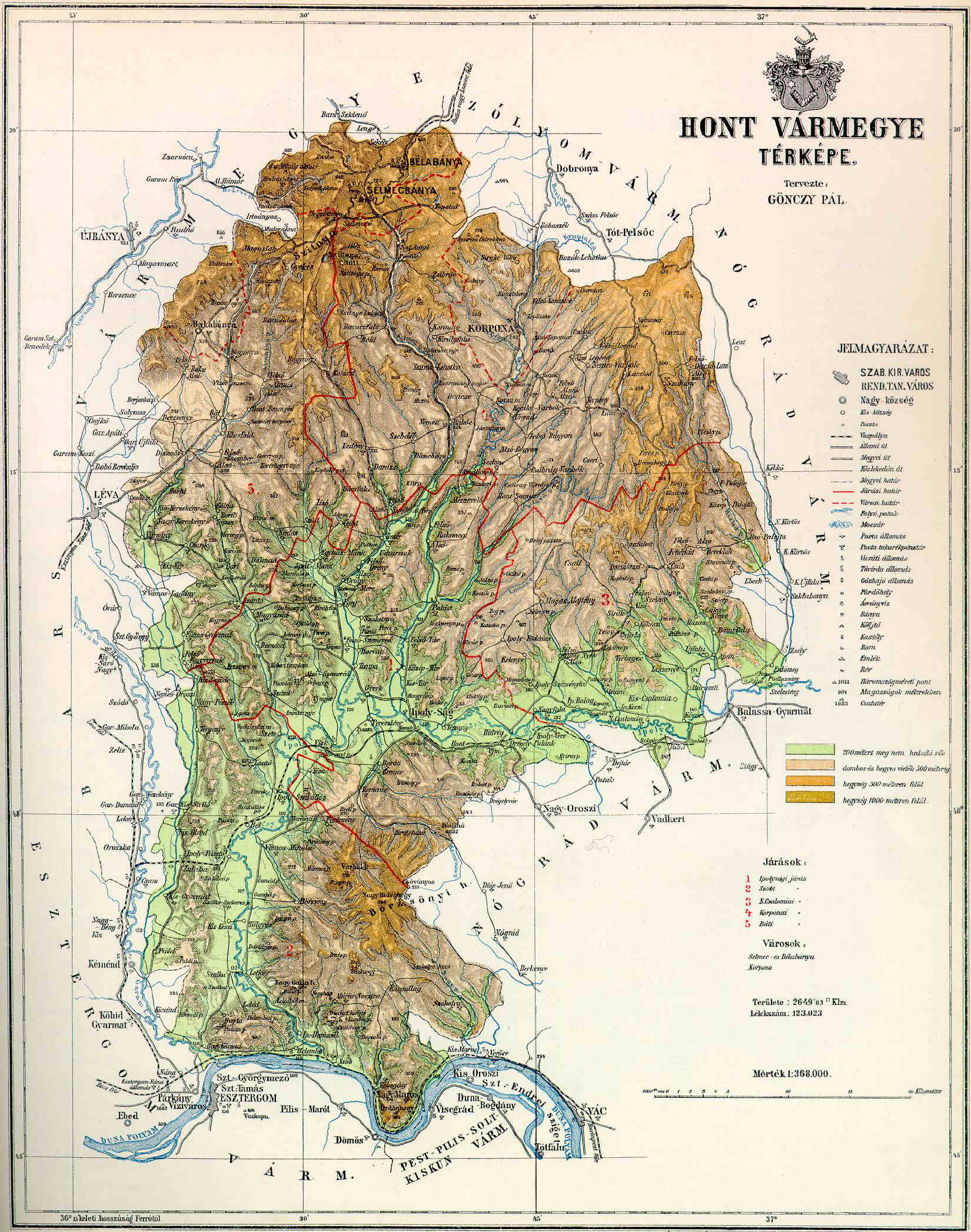
Mapa župy z roku 1891

- Město se zřízeným magistrátem:
  - Krupina

## Slovenská župa
V roce 1918 (potvrzeno roce 1920 Trianonskou smlouvou) se 4/5 území Hontianské župy staly součástí Československa, zbytek připadl Maďarsku.
Hontianská župa v Československu existovala do roku 1922, 1. ledna 1923 se stala součástí Zvolenské (veľ)župy. V roce 1928 byly župy na území Slovenska zrušeny.